# Steve Biko Football Club
Maillots
Le Steve Biko Football Club est un club de football de Gambie basé à Bakau, dans la banlieue de la capitale, Banjul.

## Histoire
Fondé en 1978, il joue en Premier Division, il porte le nom de l'activiste sud-africain Steve Biko, mort l'année précédente. Il compte deux titres nationaux à son palmarès : un championnat, remporté en 2013 et une Coupe de Gambie gagnée en 2000. L'après-saison du titre a été compliquée puisque le club termine avant-dernier du classement et doit donc descendre en Second Division, un an seulement après avoir connu le succès en compétition. Ce passage en deuxième division ne dure qu'une saison puisque la formation de Bakau réussit à remonter parmi l'élite.
Le club n'a disputé qu'une campagne continentale au cours de son histoire, en 2001. Engagé en Coupe des Coupes, il est éliminé dès son entrée en lice par les Algériens du CR Béni Thour. En 2014, il aurait dû participer pour la première fois à la Ligue des champions mais déclare forfait avant le début de la compétition.

## Palmarès
- Championnat de Gambie (1) : 
  - Vainqueur en 2013

- Coupe de Gambie (1) :
  - Vainqueur en 2000
  - Finaliste en 2006